# هانس رايزر
هانس رايزر (بالألمانية: Hans Reiser)‏ هو ممثل ألماني، ولد في 3 يونيو 1919 بميونخ في ألمانيا، وتوفي بنفس المكان في 10 يونيو 1992.

## أعمال

### أفلام
- (1963) الهروب الكبير

## وصلات خارجية
- هانس رايزر على موقع IMDb (الإنجليزية)
- هانس رايزر على موقع ألو سيني (الفرنسية)
- هانس رايزر على موقع أول موفي (الإنجليزية)
- هانس رايزر على موقع قاعدة بيانات الأفلام السويدية (السويدية)
- هانس رايزر على موقع قاعدة بيانات الفيلم (الإنجليزية)
- هانس رايزر على موقع كينوبويسك (الروسية)